# Jesse Vincent
Jesse Vincent (né le 21 juin 1976) est un informaticien et un entrepreneur connu pour son travail sur le langage de programmation Perl. Il créa le logiciel de gestion des services d'assistance Request Tracker (en) (RT) et fonda l’entreprise Best Practical Solutions.
Il créa RT en 1994 lorsqu’il travaillait à l’université Wesleyenne. Diplômé en 1998, il fonda Best Practical en 2001. Il co-écrit RT Essentials en 2005.
Il est l’auteur et l’ancien développeur principal de l’application de courriel pour Android K-9 Mail.
En 2012, il s’intéresse à l’ergonomie des claviers, ayant conçu et construit lui-même plusieurs designs. En 2014 il co-fonde l’entreprise Keyboardio qui vend des claviers ergonomiques.

## Perl
De 2005 à 2008, il fut le manageur de projet pour Perl 6. Il était responsable des versions 5.12 à 5.14. Il a changé le cycle de sortie de version pour Perl 5 d’une sortie de version irrégulière décidée par le manager du projet à une sortie de version régulière avec des versions de développement chaque mois et des versions stables chaque année.